# Saint-Michel-de-Llotes
Saint-Michel-de-Llotes (em catalão:  Sant Miquel de Llotes) é uma comuna francesa na região administrativa da Occitânia, no departamento dos Pirenéus Orientais. Estende-se por uma área de 8.64 km², com 350 habitantes, segundo o censo de 2018, com uma densidade de 41 hab/km².